# Corrado Maria Saglietti
Corrado Maria Saglietti (Costigliole d'Asti, 1957) è un cornista e compositore italiano.

## Biografia
Corrado Maria Saglietti è nato nel 1957 a Costigliole d'Asti. Ha studiato il Corno con il M°Giacomo Zoppi e si è diplomato al Conservatorio "A.Vivaldi" di Alessandria con il massimo dei voti.
Dal 1977 ha fatto parte dell'Orchestra Sinfonica Nazionale della RAI di Torino, dove dal 1990 ha ricoperto il ruolo di 1º Corno. 
In 40 anni di attività ha suonato con i maggiori Direttori d'orchestraed è stato solista in diverse occasioni 
interpretando autori classici e contemporanei tra cui A. Vivaldi, F. Martin, R. Schumann, E. Nunes, W. A. Mozart.
Parallelamente all'orchestra ha svolto un'intensa attività cameristica in svariate formazioni.
A novembre 2010 Corrado Saglietti è tra i dodici cornisti selezionati dalla International Horn Society per uno studio sullo stile cornistico nelle varie nazioni europee.
Corrado Maria Saglietti ha studiato Composizione con i Maestri Santo Tresca e Gilberto Bosco e nel 1986 si è diplomato al Conservatorio "G. Verdi" di Torino.
Le sue opere hanno ottenuto premi internazionali, sono state incise su CD da famosi solisti, sono entrate a far parte dei repertori strumentali e sono eseguite in tutto il mondo.

## Opere
- Concerto per Tuba e Quattro Corni (1986)
- Virtuoso per Corno e Pianoforte (1988)
- Four for "Four'bones" per Quartetto di Tromboni (1991)
- Suite per Trombone Contralto e Quartetto d'Archi (1992)[17]
- Suite per Corno e Quartetto d'Archi (1993)
- Concertissimo per Tuba e Banda (1997)
- Psalms per Tromba e Organo (1998)
- Impressioni per Quintetto di Ottoni (1998)
- Notte serena per Flicorno e Quintetto d'Archi (2003)
- Piazze di Torino per Tuba e Orchestra d'Archi (2004)
- Weekend in Tokyo per Flauto, Oboe e Pianoforte (2006)[18]
- Racconti per Arpa (2008)
- Concerto per Tromba e Orchestra (2010)
- Souvenirs per Corno e Archi (2011)
- Concertino per Tromba (2014)
- El tanguero per Trombone e Pianoforte (2014)
- Trio di Velluto per Corno, Eufonio e Tuba (2016)
- 40 Progressive Melodic Studies for Brass_Horn (2016)[19]
- Monsters per Tuba e Pianoforte (2019)[20]
- The Magic Horn per 2 Corni (2019)[21]
- The Magic Tuba per 2 Tube (2020)
- Trio for Violin, Horn and Piano (2024)
- Settimino Moderno (2025)